# EuroMillions
     Paesi fondatori dell'EuroMillions
     Paesi che hanno aderito in seguito

Paesi partecipanti:
Paesi fondatori dell'EuroMillions
Paesi che hanno aderito in seguito

EuroMillions è una lotteria pan-europea lanciata inizialmente in Francia, Spagna e Regno Unito e la cui prima estrazione ha avuto luogo venerdì 13 febbraio 2004 a Parigi. Successivamente vi hanno aderito anche Austria, Belgio, Irlanda, Lussemburgo, Portogallo e Svizzera (a partire dall'estrazione dell'8 ottobre 2004).
L'estrazione si svolge ogni martedì e venerdì sera a Parigi. Una singola giocata a Euromillions costa 2 €, o 3 € se si gioca con il "Plus" (opzione disponibile solo nella Repubblica d'Irlanda). Questo è il prezzo standard in tutti i paesi aderenti, nel Regno Unito, è l'equivalente in sterline (anche se è stato fissato a 2 £ sin dal primo sorteggio) ed in Svizzera è l'equivalente in franchi svizzeri (fissato a 3,00 CHF dal primo sorteggio). A partire dall'estrazione del 24 settembre 2016 il costo è stato aumentato a 2,5 € (2,5 £ nel Regno Unito, 3,50 CHF in Svizzera e 2,50 € in Austria).
I premi, ad esclusione del jackpot, sono dimensionati in base alla partecipazione per paese, sono pagati a forfait e sono tutti (compreso il jackpot) esenti da imposte, ad eccezione di Svizzera, Spagna e Portogallo.

## Paesi partecipanti
| Data d'adesione  | Paese         | Regione                                                                           | Operatore locale                                                         | Nome utilizzato | Collegamento sito ufficiale | Collegamento sito ufficiale | Valuta                      | Diffusione TV             | Lingua TV         |
| ---------------- | ------------- | --------------------------------------------------------------------------------- | ------------------------------------------------------------------------ | --------------- | --------------------------- | --------------------------- | --------------------------- | ------------------------- | ----------------- |
| 13 febbraio 2004 | Francia       | Polinesia francese                                                                | La Pacifique des jeux                                                    | Euro Millions   |                             |                             | XPF                         | Télé Polynésie (RFO)      | Francese          |
| 13 febbraio 2004 | Francia       | Dipartimenti d'oltremare, Saint-Barthélemy, Saint-Martin, Saint-Pierre e Miquelon | La Française des jeux                                                    | Euro Millions   | EUR                         | RFO                         |                             |                           | Francese          |
| 13 febbraio 2004 | Francia       | Francia metropolitana                                                             | La Française des jeux                                                    | Euro Millions   | EUR                         | France 2                    |                             |                           | Francese          |
| 13 febbraio 2004 | Monaco        |                                                                                   | La Française des jeux                                                    | Euro Millions   | EUR                         | France 2                    |                             |                           | Francese          |
| 13 febbraio 2004 | Spagna        | Spagna                                                                            | Loterías y Apuestas del Estado                                           | EuroMillones    | EUR                         | [ collegamento interrotto ] | [ collegamento interrotto ] | TVE 2                     | Spagnolo          |
| 13 febbraio 2004 | Andorra       | Andorra                                                                           | Loterías y Apuestas del Estado                                           | EuroMillones    | EUR                         | —                           | —                           | TVE 2                     | Spagnolo          |
| 13 febbraio 2004 | Regno Unito   | Regno Unito                                                                       | The National Lottery (Camelot Group PLC)                                 | EuroMillions    |                             |                             | GBP                         | In linea                  | Inglese           |
| 8 ottobre 2004   | Irlanda       | Irlanda                                                                           | National Lottery (An Post National Lottery Company)                      | EuroMillions    |                             |                             | EUR                         | TG4                       | Irlandese Inglese |
| 8 ottobre 2004   | Austria       | Austria                                                                           | Österreichische Lotterien                                                | Euro Millionen  | http://www.euromillions.at/ | http://www.euromillions.at/ | EUR                         | ORF2                      | Tedesco           |
| 8 ottobre 2004   | Portogallo    | Portogallo                                                                        | Departamento de Jogos (section de Santa Casa da Misericórdia de Lisboa)  | Euromilhões     |                             |                             | EUR                         | TVI                       | Portoghese        |
| 8 ottobre 2004   | Belgio        | francofono                                                                        | Loterie Nationale SA / Nationallotterie AG / Nationale Loterij NV        | Euro Millions   |                             |                             | EUR                         | La Une (RTBF 1)           | Francese          |
| 8 ottobre 2004   | Belgio        | germanofono                                                                       | Loterie Nationale SA / Nationallotterie AG / Nationale Loterij NV        | Euro Millions   | —                           | —                           | EUR                         | —                         | —                 |
| 8 ottobre 2004   | Belgio        | fiammingo                                                                         | Loterie Nationale SA / Nationallotterie AG / Nationale Loterij NV        | Euro Millions   |                             |                             | EUR                         | Één (VRT TV1)             | Nederlandese      |
| 8 ottobre 2004   | Lussemburgo   | Lussemburgo                                                                       | Loterie Nationale (Œuvre nationale de secours Grande-Duchesse Charlotte) | Euro Millions   |                             |                             | EUR                         | Télé Lëtzebuerg (RTL Lux) | Lussemburghese    |
| 8 ottobre 2004   | Svizzera      | Romandia                                                                          | Loterie Romande                                                          | Euro Millions   |                             |                             | CHF                         | TSR2                      | Francese          |
| 8 ottobre 2004   | Svizzera      | tedesca, italiana                                                                 | Swisslos Interkantonale Landeslotterie                                   | Euro Millions   |                             | —                           | —                           |                           |                   |
| 8 ottobre 2004   | Liechtenstein |                                                                                   | Swisslos Interkantonale Landeslotterie                                   | Euro Millions   |                             | —                           | —                           |                           |                   |

## Come si gioca
Su un'apposita schedina si scelgono prima cinque main numbers (numeri principali), da 1 a 50, e poi, due lucky star (numeri stella), che vanno da 1 a 12 a partire dal 24 settembre 2016, in precedenza da 1 a 9 fino al 10 maggio 2011 e da 1 a 11 dall'11 maggio 2011 al 23 settembre 2016.
Inoltre sono disponibili molte altre possibilità di scommessa.
Durante il sorteggio i cinque principali ed i due numeri stella sono estratti da due macchine contenenti palline numerate. La macchina contenente cinquanta palle è chiamata Stresa, mentre quella contenente le biglie dall'uno al dodici è denominata Paquerette.
Esistono numerosi siti (come il sito delle singole lotterie nazionali) ed applicazioni disponibili per aiutare gli scommettitori a verificare i risultati, le statistiche ed anche di utilizzare dei generatori di numeri casuali.

## Chi può giocare
Chiunque abbia superato i 18 anni di età e risieda in uno dei paesi interessati può giocare una schedina in uno dei punti vendita abilitati, ma esistono anche “fornitori” online per gli utenti che non hanno accesso ai chioschi.

## Calcolo dei premi
- La probabilità di vincere uno qualsiasi dei premi è 1 su 13.
- La probabilità di non indovinare nessun main numbers, ma di centrare entrambi i lucky star è circa 1 su 114. Ciò significa che quest'ultima combinazione è meno probabile dell'individuare 2 numeri principali e uno stella (1 a 49). Tuttavia, non vi è alcun premio per chi coglie solo i 2 numeri stella.
- L'importo effettivo del premio varia in base al totale del montepremi ed al numero di vincitori per ogni premio.
- Fino al 2016 le regole fissate erano che in caso il Jackpot non fosse vinto, questo passa alla settimana successiva; il jackpot poteva raggiungere un valore massimo di 190 milioni di €. Una volta raggiunto il valore massimo, il montepremi eccedente viene assegnato alla successiva categoria con vincenti (solitamente 5+1). Questo può avvenire per un massimo di 4 estrazioni consecutive. Se dopo le 4 estrazioni il jackpot non è ancora stato vinto, l'intero montepremi verrà assegnato alla prima categoria con vincenti.[2]

Il tetto in seguito è stato aumentato 4 volte dal 2020 fino a raggiungere il tetto attuale di 250 milioni di euro.
| Risultato           | 1 possibilità su | % montepremi destinato |
| ------------------- | ---------------- | ---------------------- |
| 5 numeri + 2 stelle | 139838160        | 50% o 42%              |
| 5 numeri + 1 stella | 6991908          | 2,61%                  |
| 5 numeri + 0 stelle | 3107515          | 0,61%                  |
| 4 numeri + 2 stelle | 621503           | 0,19%                  |
| 4 numeri + 1 stella | 31075            | 0,35%                  |
| 3 numeri + 2 stelle | 14125            | 0,37%                  |
| 4 numeri + 0 stelle | 13811            | 0,26%                  |
| 2 numeri + 2 stelle | 985              | 1,30%                  |
| 3 numeri + 1 stella | 706              | 1,45%                  |
| 3 numeri + 0 stelle | 314              | 2,70%                  |
| 1 numero + 2 stelle | 188              | 3,27%                  |
| 2 numeri + 1 stella | 49               | 10,30%                 |
| 2 numeri + 0 stelle | 22               | 16,59%                 |
| Fondo di innesco    |                  | 10% o 18%              |

Il fondo di innesco è disponibile per dare impulso iniziale al jackpot, e quindi attirare le giocate. L'importo utilizzato ogni settimana, è determinato in anticipo da parte delle lotterie.
A partire dal 24 settembre 2016, per ciascun ciclo di jackpot la percentuale di montepremi destinate alla categoria 5+2 e al fondo sono ripartite nel seguente modo:
- per i primi sei concorsi del ciclo: 43,20% al 5+2 e 4,8% al fondo
- per i concorsi successivi (fino a che non viene vinto il jackpot): 27% al 5+2 e 21% al fondo.[6]

## EuroMillions Plus (solo per l'Irlanda)
Nel giugno 2007, con il successo del gioco principale dell'EuroMillions (145 milioni di € incassati nel 2006 nella sola Irlanda), l'Irish National Lottery ha lanciato EuroMillions Plus ove con un ulteriore euro giocato per ogni riga i giocatori hanno la possibilità di incassare ulteriori 500000 € con il 5 + 2.

## Super-Jackpot
Super-Jackpot, anche denominato Superdraw, è un premio aggiuntivo assegnato al 5+2 in una determinata estrazione e che, in mancanza di tale risultato, viene comunque assegnata al massimo punteggio realizzato. Il primo Super-Jackpot, pari a 100 milioni di € (162,3 milioni di CHF, 67,9 milioni di £), è stato assegnato il 9 febbraio 2007 per celebrare il terzo compleanno di EuroMillions. Un secondo Superdraw, pari a 130 milioni di € (166 milioni di CHF, 90,6 milioni di £), fu invece assegnato il 28 settembre 2007 per celebrare il quarto compleanno di EuroMillions.
- 1º dicembre 2023 (200 milioni di €);
- 10 maggio 2022 (215 milioni di €);
- 9 febbraio 2007 (100 milioni di €);
- 28 settembre 2007 (130 milioni di €);
- 8 febbraio 2008 (130 milioni di €);
- 26 settembre 2008 (130 milioni di €);
- 6 marzo 2009 1100 milioni di €);
- 18 settembre 2009 (100 milioni di €);
- 5 febbraio 2010 (100 milioni di €);
- 1º ottobre 2010 (100 milioni di €);
- 10 maggio 2011 (100 milioni di €);
- 4 ottobre 2011 (100 milioni di €);
- 28 settembre 2012 (100 milioni di €);
- 22 marzo 2013 (100 milioni di €);
- 7 giugno 2013 (100 milioni di €);
- 15 novembre 2013 (100 milioni di €);
- 7 marzo 2014 (100 milioni di €)
- 3 ottobre 2014 (100 milioni di €);
- 6 marzo 2015 (100 milioni di €);
- 5 giugno 2015 (100 milioni di €);
- 6 novembre 2015 (100 milioni di €);
- 30 settembre 2016 (130 milioni di €);
- 15 settembre 2017 (130 milioni di €);
- 20 aprile 2018 (130 milioni di €);
- 21 settembre 2018 (130 milioni di €);
- 1º febbraio 2019 (120 milioni di €);
- 7 giugno 2019 (130 milioni di €);
- 7 febbraio 2020 (130 milioni di €);
- 3 luglio 2020 (130 milioni di €);
- 25 settembre 2020 (130 milioni di €);
- 20 novembre 2020 (130 milioni di €);
- 5 febbraio 2021 (130 milioni di €);
- 4 giugno 2021 (130 milioni di €);
- 24 settembre 2021 (130 milioni di €);
- 3 dicembre 2021 (130 milioni di €);
- 4 febbraio 2022 (130 milioni di €);
- 17 giugno 2022 (130 milioni di €).

## Vincite e record
| Rango | Data       | Somma vinta in euro | Somma vinta in franchi svizzeri | Paese       |
| ----- | ---------- | ------------------- | ------------------------------- | ----------- |
| 1     | 19/08/2025 | 250000              | 235667500                       | Francia     |
| 2     | 28/03/2025 | 250000              | 239178000                       | Austria     |
| 3     | 08/12/2023 | 240000              | 227926800                       | Austria     |
| 4     | 19/07/2022 | 230000              | 228674050                       | Regno Unito |
| 5     | 15/10/2021 | 220000              | 236271420                       | Francia     |
| 6     | 10/05/2022 | 215840341           | 226928059,30                    | Regno Unito |
| 7     | 26/02/2021 | 210000              | 230223000                       | Svizzera    |
| 8     | 11/12/2020 | 200000              | 215862600                       | Francia     |
| 9     | 23/09/2012 | 193007524           | 184233208,95                    | Regno Unito |
| 10    | 24/10/2014 | 190000              | 229484090                       | Portogallo  |
| 11    | 10/08/2012 | 190000              | 228456000                       | Regno Unito |
| 12    | 06/10/2017 | 190000              | 218348000                       | Spagna      |
| 13    | 08/10/2019 | 190000              | 206512900                       | Regno Unito |
| 14    | 12/07/2011 | 185000              | 214507500                       | Regno Unito |
| 15    | 19/02/2019 | 175475380           | 199482693,15                    | Irlanda     |
| 16    | 13/11/2012 | 169837010           | 204704548,15                    | Francia     |
| 17    | 11/10/2016 | 168085323           | 183969890,30                    | Belgio      |
| 18    | 20/11/2015 | 163553041           | 177715589,50                    | Portogallo  |
| 19    | 02/10/2018 | 162403002           | 183897039,30                    | Svizzera    |
| 20    | 26/11/2021 | 162289050           | 170002486,25                    | Francia     |
| 21    | 13/09/2011 | 162256622           | 195616583,50                    | Francia     |
| 22    | 04/11/2022 | 160788895           | 159651152,80                    | Francia     |
| 23    | 01/09/2020 | 157170843           | 170461523,85                    | Francia     |
| 24    | 02/06/2017 | 153873716           | 167399215,65                    | Belgio      |
| 25    | 02/04/2021 | 144755907           | 160909218,65                    | Regno Unito |
| 26    | 07/07/2020 | 144542315           | 153887120,20                    | Spagna      |
| 27    | 07/12/2021 | 143469842           | 149820534,55                    | Spagna      |
| 28    | 06/12/2022 | 142897164           | 133586811,61                    | Belgio      |
| 29    | 24/04/2018 | 138724202           | 166360005,20                    | Regno Unito |
| 30    | 11/06/2019 | 138716863           | 156144001,20                    | Regno Unito |
| 31    | 13/06/2014 | 137313501           | 167564901,10                    | Spagna      |
| 32    | 19/12/2017 | 135346147           | 157096272,80                    | Svizzera    |
| 33    | 29/03/2013 | 132486744           | 161282737,80                    | Francia     |
| 34    | 04/06/2021 | 130000              | 142650820                       | Regno Unito |
| 35    | 25/09/2020 | 130000              | 140613460                       | Spagna      |
| 36    | 07/02/2020 | 130000              | 139284990                       | Spagna      |
| 37    | 04/02/2022 | 130000              | 138126040                       | Regno Unito |
| 38    | 08/10/2010 | 129818431           | 174411062,05                    | Regno Unito |
| 39    | 01/01/2019 | 129645665           | 146312782,05                    | Regno Unito |
| 40    | 14/03/2014 | 129384564           | 156946710,75                    | Regno Unito |
| 41    | 12/06/2015 | 129204405           | 135314739,70                    | Regno Unito |
| 42    | 02/09/2022 | 128491607           | 125919333,50                    | Regno Unito |
| 43    | 08/05/2009 | 126231764           | 191266368,80                    | Spagna      |
| 44    | 19/11/2019 | 122766852           | 134947042,50                    | Regno Unito |
| 45    | 13/05/2011 | 121019633           | 152490788,55                    | Spagna      |
| 46    | 07/10/2011 | 117705979           | 146008381,65                    | Regno Unito |
| 47    | 29/07/2005 | 115436126           | 180426664,95                    | Irlanda     |

- Il 19 agosto 2025 martedì, la cifra "monstre" di 250 milioni di Euro ha raggiunto per la prima volta la Francia[7] tramite la FdJ (Français dès Jeux) gestore dei giochi. Come a tutti i vincitori di somme notevoli (anche se molto più basse), la FdJ fornisce[8] già  da lungo tempo a titolo gratuito un team composto da psicologhi, consulenti bancari e finanziari con la collaborazione di un notaio per la gestione dei "grandi patrimoni" visto che, ovviamente, cambiano il destino di una vita potendo "traumatizzare" la persona (le persone) baciate dalla fortuna. Il jackpot non era stato indovinato da venerdì 20 giugno 2025.
- Il 17 giugno 2025, martedì, ancora 250 milioni di Euro premiano uno/a fortunato/a in Irlanda. La schedina è stata giocata presso il "Clifford's Centra"[9], 91 Shandon street, quartiere residenziale di Gurranabraher[10], a Cork.[11] La società Euro Millions ha certificato che si tratta di una singola persona. Il biglietto vincente è stato regolarmente presentato per le modalità d'incasso alla sede dell'Euro-millions tre giorni dopo.[12] L'ultima super-vincita che coinvolse l'Irlanda riguardava un intero clan familiare di Naul (contea di Dublino) che nel 2019 ha vinto 175,4 milioni di euro, divisi poi fra famigliari. Se vinti in Inghilterra o Irlanda del Nord, al cambio del giorno dell'estrazione, 250 milioni di € corrispondevano a 208 milioni in sterline.[13] Il jackpot non era stato azzeccato da martedì 8 aprile, partito con la consueta cifra "minima" di 17 milioni di Euro. L'ultimo ad avere indovinato il jackpot risaliva a venerdì 4 aprile 2025, in Francia, aggiudicandosi 30 milioni di Euro.
- Il 28 marzo 2025, venerdì, viene infranto il record della massima cifra raggiunta dal montepremi. Un anonimo giocatore in Austria utilizzando la piattaforma (austriaca) di gioco on-line "win2day.at", spendendo 10€ (4 colonne da 2,50€ ciascuna, delle quali, la quart'ultima risulta quella vincente)[14] indovina il jackpot (5+2) vincendo 250 milioni di euro.[15] La schedina risulta essere stata giocata al mattino presto il giorno precedente l'estrazione.

- L'8 dicembre 2023 un anonimo giocatore, ancora in Austria punta 20 schedine on-line sulla piattaforma win2day.at. Le 19 giocate precedenti risultano nulle, anche in questo caso, l'ultima invece contiene i risultati esatti e il 5 + 2 viene realizzato con la cifra record (che durerà fino all'estrazione del 28 marzo 2025) di 240 milioni di €. (206,5 milioni di £ o 262,6 milioni di $).[16][17]

- Il 6 dicembre 2022 il jackpot di quasi 143 milioni di € (122 milioni di £ o 156,8 milioni di $) viene vinto da un gruppo di 165 persone che giocano un sistema a Olmen, paese in provincia di Anversa. La società Euromillions conferma che ciascuno riceverà 893000 €.[18]

- Il 19 luglio 2022 un giocatore/trice (che ha voluto restare anonimo/a) ha vinto in Inghilterra 195.707.000 £ (corrispondenti a 230.300.000 €). Record ancora insuperato riguardante il Regno Unito. Ha presentato domanda di riscossione (come comunicato da EuroMillions) subito il giorno dopo l'estrazione.[19]

- Il 15 ottobre 2021 una ragazza della Polinesia francese a Tahiti – che ha voluto restare anonima – ha vinto la somma di 26 miliardi e 252 milioni di Franchi polinesiani ovvero 220 milioni di € tramite una giocata a caso (flash) della FdJ (Français dès Jeux). Ha dichiarato alla riscossione del premio che vedeva suo nonno giocare e gli aveva detto che quando lei lo avrebbe fatto la fortuna le avrebbe sorriso.[20]

- Il 7 luglio 2020 15 amici spagnoli residenti a Mayorga (Valladolid) grazie a un sistema realizzano la vincita del jackpot di 144542316 €, ma anche un 5+1 e altri premi minori.[21]

- L'8 ottobre 2019 viene vinto da un inglese, Peter Wilson, il jackpot di 170 milioni di £ (190 milioni €), allora cifra record per l'Inghilterra.[22]

- Il 29 febbraio 2019 la signora irlandese Kathleen Sheridan di Naul, Dublino, indovina il jackpot guadagnando oltre 175 milioni di £. Avendo una famiglia numerosa la vincita viene divisa con otto fratelli.[23].

- Il 6 ottobre 2017 a Jinámar, quartiere fra Las Palmas de Gran Canaria e Telde viene indovinato in una tabaccheria presso il centro commerciale El Mirador il jackpot di 190 milioni di €.[24]

- Il 2 giugno 2017 un belga puntando una schedina a caso (quick-pick, detto flash) vince 153 milioni d'euro all'EuroMillions.[25]

- L'11 ottobre 2016 un 45.enne di origine albanese (residente da anni nell'area di Bruxelles) realizza, giocando 15€, in una libreria europea in Av. Chazal, nel quartiere Schaerbeek, il jackpot guadagnando oltre 168 milioni di €.[26][27]

- Il 25 ottobre 2014 il jackpot è indovinato da un portoghese a Castelo Branco località al confine della Spagna. La cifra guadagnata è di 190 milioni (149,80 milioni di £).[28]

- Il 13 giugno 2014 a Parla, località a 20 km. da Madrid un anonimo vince il jackpot dell'euromillions di 137.313.501 milioni di €.

- L'8 agosto 2012 una coppia inglese di Haverhill, Adryan e Gillian Bayford vince la cifra record esentasse di oltre 148 milioni di £ (al cambio 190 milioni di €). Proprietario di un negozio di dischi viene pressato da richieste di denaro da parte di sconosciuti. Cede il negozio e si dedica alle vendite on-line. Dopo 15 mesi dalla vincita chiede il divorzio dalla moglie, a cui ha dato 20 milioni di sterline perché ha il fratello e i suoi genitori senza casa e indebitati, quindi va a vivere a Dundee[29] località in cui anche la ex moglie si sposterà e intreccia relazioni alternando diverse donne. Acquista automobili (anche se non ha la patente le fa guidare da loro), cavalli e una villa con fattoria. Alla fine rimasto solo, prende una villa non distante da quella della ex moglie frequentando i figli.[30][31]

- Il 12 luglio 2011 una coppia scozzese di Largs Chris e Colin Weir, coniugati da oltre 30 anni,[32][33] realizza il jackpot guadagnando 161 milioni di £ (185 milioni di € corrispondenti a circa 200 milioni di $) allora la cifra più alta realizzata nel Regno Unito. Investono di seguito nel campo immobiliare comprando anche vetture di lusso, faranno regali per oltre 40 milioni di £ a fondi di beneficenza, amici e parenti. Lui, cameramen televisivo in pensione (lei è infermiera psichiatrica) è anche un acceso sostenitore del partito SNP (che riceverà pure 1 milione di sterline) per la causa d'indipendenza scozzese di seguito fallita. Compra anche il 55% delle azioni della sua squadra del cuore di cui è tifoso: il Partick Thistle Football Club. Fonda anche la lega giovanile con il suo nome per i giovani calciatori della squadra. Colin arriverà a spendere anche 100.000£ (116.000 €) a settimana. Nel 2019 Colin, nato nel 1948, morirà d'infarto.[34]

- L'8 maggio 2009, un'anonima venticinquenne spagnola di Palma di Maiorca, (località che poi lascerà per trasferirsi nella Spagna continentale per fare vita anonima e non esibendo lussi e ricchezze)[35] porta a casa il jackpot dopo che nessuno aveva indovinato il 5 + 2 per sei estrazioni. La fortunata realizza una vincita di oltre 126 milioni di €.

- L'8 febbraio 2008, il jackpot superdraw di 130 milioni di € è stato vinto da 16 persone con 5 numeri ed 1 stella, non essendo stato individuato il 5 + 2 il montepremi fu assegnato al massimo punteggio realizzato nell'estrazione. Ognuno dei 16 vincitori ha ricevuto circa € 8,6 milioni.

- Il 31 agosto 2007, un chitarrista francese Joseph Vaccaro (alias Jimmy) vinse 39 milioni di € (29,1 milioni di £), rassegnando immediatamente le dimissioni dal suo lavoro come statistico alla LuxGSM.

- Il 10 agosto 2007 la signora Angela Kelly, 40 anni, ex amministratrice delle poste inglesi in Scozia, ha vinto un jackpot di 52,6 milioni di € (35,4 milioni di £) realizzando la più alta vincita di sempre nel Regno Unito.

- Il 9 febbraio 2007, un uomo belga ha vinto il jackpot di 100 milioni di € (132 milioni di $ pari a 67,9 milioni di sterline) con un biglietto acquistato in un negozio di giornali a Tienen realizzando la più alta vincita di sempre in Belgio e la seconda nella storia dell'EuroMillions.

- Il 17 novembre 2006 dopo undici concorsi il jackpot raggiunse i 183 milioni di € (285 milioni di $ o 124 milioni di sterline). Nessun giocatore individuò la massima combinazione alla dodicesima estrazione per cui jackpot fu diviso tra i venti biglietti che avevano indovinato cinque numeri principali e uno stella. A ciascuno di questi biglietti fu assegnato un valore di 9,6 milioni di € (7,1 milioni di £ pari a 12,6 milioni di $), ovvero il 5% del jackpot più il premio per 5 + 1. Sette dei venti biglietti furono giocati nel Regno Unito, quattro in Francia, tre ciascuno in Spagna e Portogallo, due in Irlanda e uno in Belgio.

- Il 31 marzo 2006, dopo che il 5 + 2 mancava da sei settimane, il jackpot di 75.753.123 di € (56.608.222 di £ o 100.175.909 di $) fu vinto da un belga; la seconda vincita più alta di sempre in Belgio, e la terza vinta da una sola persona.

- Il 3 febbraio 2006, dopo undici estrazioni andate a vuoto, il jackpot di 180 milioni di € (134 milioni di £ o 238 milioni di $) fu assegnato a tre giocatori, due in Francia e uno in Portogallo, che vinsero circa 60 milioni di € (79 milioni di $) ciascuno.

- Il 31 luglio 2005, dopo nove settimane, il jackpot che raggiunse i 115 milioni di € (85 milioni di £; 152 milioni di $) fu vinto da un biglietto acquistato Irlanda. La vincitrice, Dolores McNamara, fu una signora di 45 anni madre di 6 bambini che realizzò la più alta vincita di sempre di un singolo (fino a maggio 2009) nella storia dell'EuroMillions.

## Distribuzione delle entrate
| Distribuzione delle entrate dell'EuroMillions in Svizzera | Distribuzione delle entrate dell'EuroMillions in Svizzera |
| --------------------------------------------------------- | --- |
| 50%                                                       | Premi |
| 7%                                                        | Costi di produzione e costi d´esercizio |
| 8%                                                        | Provvigioni e tasse |
| 35%                                                       | Gli scopi benefici - Fondo Cantonale Swisslos per progetti in ambito culturale, ambientale, sociale - Fondo Sportivo Cantonale Swisslos per progetti in ambito sportivo |